# 박해린
박해린(2000년 1월 5일 ~ )은 대한민국의 배우이자 유튜버이다.

## 학력
- 대전상원초등학교 (졸업)
- 유성중학교 (졸업)
- 서울공연예술고등학교 실용음악과 (졸업)
- 세종대학교 예체능대학 영화예술학과 (재학)

## 드라마
- 2024년 U+모바일tv 오리지널 드라마 《타로: 일곱 장의 이야기》 ... 민구 역 (조연)
- 2024년 U+모바일tv 오리지널 드라마 《실버벨이 울리면》 ... 젊은 수향 역 (조연)
- 2026년 tvN 드라마 《얄미운 사랑》

## 예능
- 2017년 JTBC 예능프로그램 《믹스나인》 ... 참가자 역
- 2025년 NETFiLX 오리지널 예능프로그램 《솔로지옥 4》
- 2025년 KBS JOY 예능프로그램 《리뷰it! 2》 ... 진행자 역